# Trefilatge

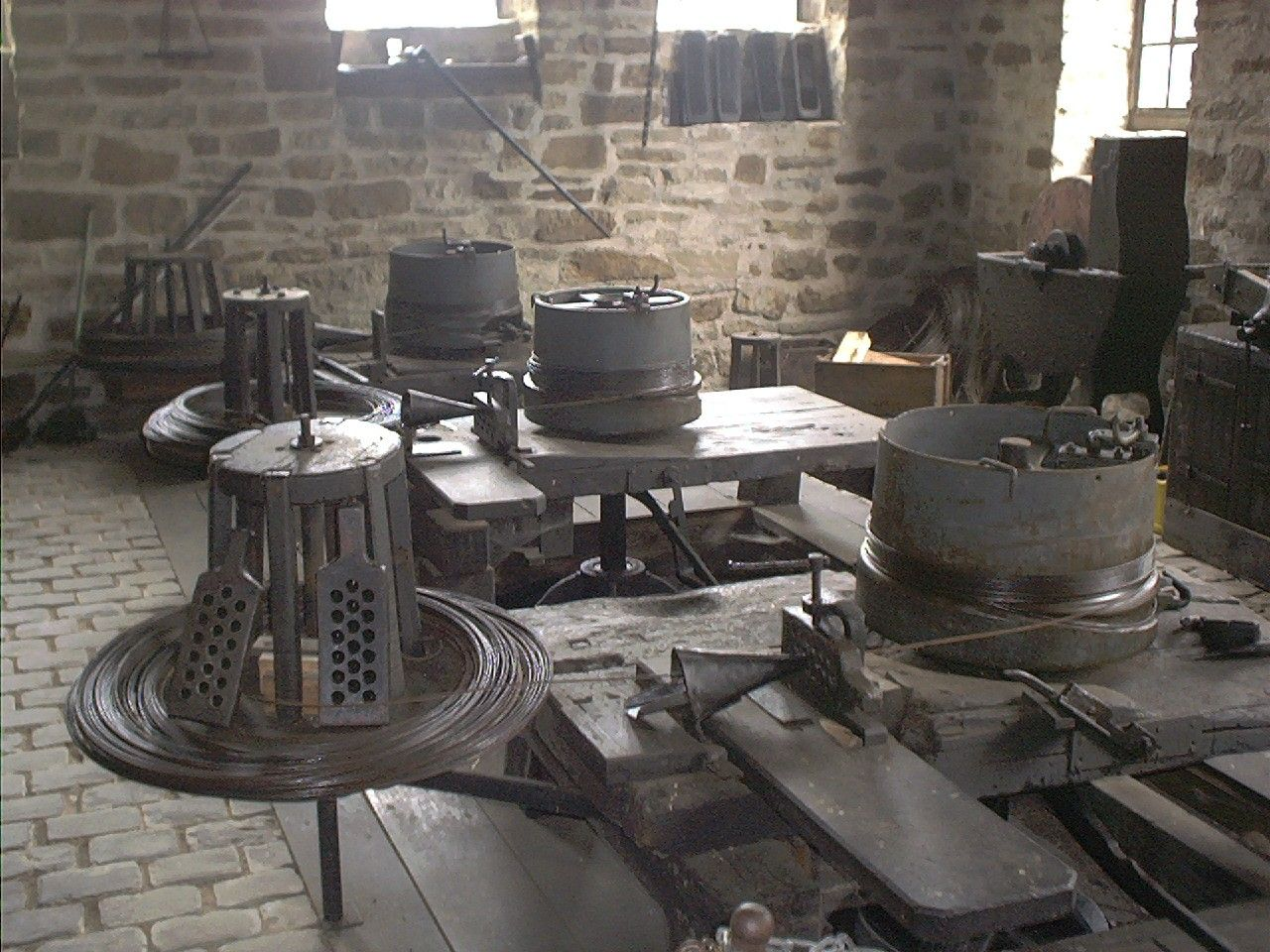
Antiga màquina per produir filferro

Trefilatge és el procés de fabricació de filferro i fil metàl·lic. Es tracta d'un procés industrial que implica la reducció de la secció transversal i, en conseqüència, un augment en la longitud del material.
Hi ha moltes aplicacions pel trefilatge com la producció de cables elèctrics, clips de paper, instruments musicals de corda i els radis de les rodes.
Els materials més utilitzats en el trefilatge són l'acer, el coure, l'alumini i el llautó. Tot i que es pot utilitzar qualsevol metall o material dúctil.

## Procés
El procés d'elaboració consisteix a estibar el metall a través d'una matriu, anomenada dau amb forma de canal convergent, mitjançant una força de tracció que se li aplica a la sortida de la matriu. Generalment el metall presenta simetria circular, encara que no sigui un requisit necessari.
Les reduccions que es poden arribar a obtenir mitjançant aquest procés varien en funció de la longitud i del diàmetre de les barres a treballar. A les barres de fins a 15 mm de diàmetre o més grans, se'ls sol donar una lleugera passada per millorar l'acabat superficial i les toleràncies dimensionals reduint el seu diàmetre fins a 1,5 mm. En altres mides més petites, es pot arribar a aconseguir reduccions del 50% i en altres filferros de fins al 90% en passades successives, partint d'un estat del material de recuit i abans que sigui necessari un nou recuit per a eliminar la seva acritud. Es fabriquen filferros de fins a 0,025 mm i menors, variant el nombre de fileres pels quals passa el filferro i amb diversos recuits pel mig.

### Trefilat en fred

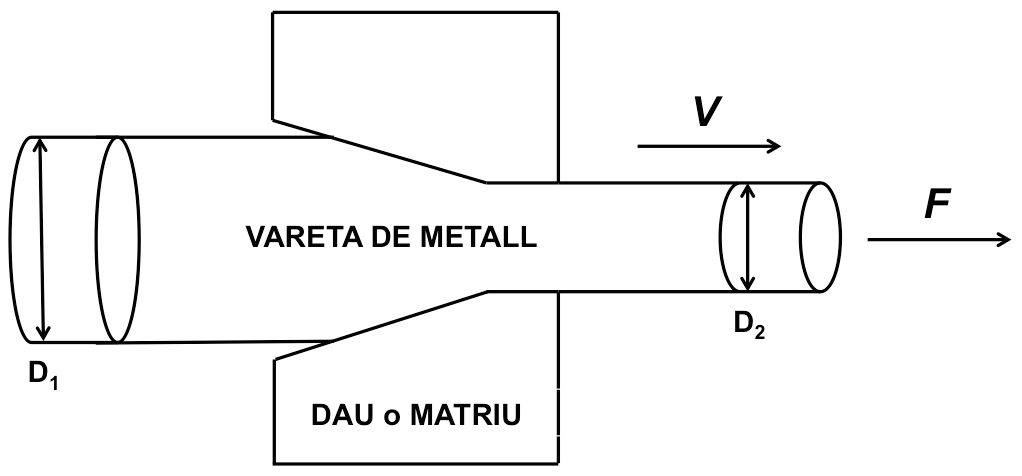
Procés d'elaboració

S'aplica a productes metàl·lics amb xarxa de CFC (centrada en les cares cúbiques).
La velocitat a la qual s'ha de traçar la línia divisòria de filferro varia segons el material i la reducció de mida. El fet d'estibar material sense preescalfament fa que calgui una major força de la màquina. Per tant, pot causar la fatiga dels primers equips en el metall. Per disminuir els efectes de la fatiga, s'afegeix lubricació. A més de garantir una major durabilitat de les màquines, la lubricació fa que l'acabat del filferro sigui millor.
Tipus de lubricació:
- Trefilatge humit: el cable està completament immers en el lubricant.
- Trefilatge sec: el filferro o vareta passen entre un dipòsit de lubricant i obtenim una superfície llesta per a ser trefilada.
- Envolvent de metall: el cable està cobert amb una capa de metall que actua com un lubricant sòlid.
- Vibracions ultrasòniques: les matrius i mandrils, o carcasses d'acer, es fan vibrar, cosa que ajuda a reduir l'estrès mecànic.

### Trefilat en calent
S'aplica a productes metàl·lics amb xarxa CCC (centrada en el cos cúbic) i algunes vegades amb xarxa HC (Compact Hexagonal). Com que aquests metalls no són molt mal·leables, cal escalfar a una temperatura adequada en la qual s'obtindrà una estructura igual a les xarxes de CFC perquè després puguin ser trefilats. Després de refredar-se recuperen les característiques originals.

### Operacions

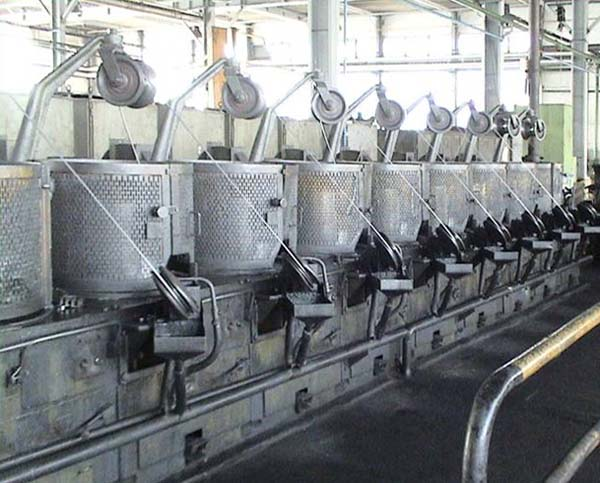
Màquina per trefilatge

Les diferents operacions que es realitzen durant aquest procés són:
- Patentat: Tractament tèrmic que consisteix a escalfar el filferro fins a 950 °C, i un cop assolida aquesta temperatura; refredar bruscament en un bany de plom a 500 °C. Aquest tractament té l'objectiu de donar al filferro una estructura dúctil que permet el trefilat.
- Decapat: Consisteix a preparar i netejar el material, eliminant l'òxid que pot haver-se format en les superfícies del material, en laminacions anteriors. Normalment es fa mitjançant atacs químics i posteriorment es realitza una neteja amb aigua a pressió.
- Trefilatge: Els lubricants i diferents màquines són els factors principals. Se sol utilitzar de lubricant la parafina i el grafit en solució col·loidal o finament dividit.
- Acabat: Una vegada que ja ha sortit el material de la filera, se sotmet a operacions de redreçament, eliminació de tensions i, de vegades, alguns tractaments tèrmics per aconseguir millores en les característiques mecàniques.

### Equip necessari
Les màquines utilitzades per realitzar aquest procés s'anomenen trefiladores. En elles es fa passar el filferro a través de les fileres, com s'ha descrit anteriorment. Per aconseguir-ho el filferro s'enrotlla en uns tambors o bobines de tracció que forcen el pas del filferro per les fileres. Aquestes fileres es refrigeren mitjançant els lubricants en pols i les bobines o tambors de tracció es refrigeren normalment amb aigua i aire. Les trefiladores poden ser d'acumulació en què no hi ha un control de velocitat estricte entre passos o amb palpadors en les que sí que es controla la velocitat en mantenir el palpador una tensió constant.